# Rip, Rap og Rup på eventyr: Jagten på den forsvundne lampe
Rip, Rap og Rup på eventyr: Jagten på den forsvundne lampe er en tegnefilm i spillefilmslængde lavet af The Walt Disney Company i 1990 som en del af serien Rip, Rap og Rup på eventyr. Filmen er ikke anset som en Disney klassiker.

## Handling
Joakim von And har i 40 år ledt efter Coli Baba's sagnomspundne skat og endelig har hans arbejdshold fundet en kiste. Von And tager derfor til Mellemøsten med Rip, Rap og Rup og Max Motor for at se, om det skulle være skatten. Det viser sig dog at være Coli Babas tøj – til von Ands store skuffelse. I en af jakkerne er der dog et kort, der skulle føre til skatten. Ænderne drager derfor ud for at finde skatten, men troldmanden Merlock og hans håndlanger, lommetyven Dijon, er også ude efter skatten, da den indeholder en magisk lampe med lampeånden Dinni.

## Danske stemmer
- Joakim von And: John Hahn-Petersen
- Rip, Rap & Rup: Anne Lorentzen
- Tulle: Pauline Rehné
- Dinni: Paul Hüttel
- Dijon: Lars Thiesgaard
- Merlock: Kjeld Nørgaard
- Max Motor: Esper Hagen
- Fru Trippeby: Michelle Bjørn-Andersen
- Albert: Lars Thiesgaard
- Fru Fjerby: Pauline Rehné
- Sangen: Michael Elo

## Henvisning
- Rip, Rap og Rup på eventyr: Jagten på den forsvundne lampe på Internet Movie Database (engelsk)
- Rip, Rap og Rup på eventyr: Jagten på den forsvundne lampe på Filmdatabasen
- Rip, Rap og Rup på eventyr: Jagten på den forsvundne lampe på Scope
- Rip, Rap og Rup på eventyr: Jagten på den forsvundne lampe i Svensk Filmdatabas (svensk)
- Rip, Rap og Rup på eventyr: Jagten på den forsvundne lampe på AlloCiné (fransk)
- Rip, Rap og Rup på eventyr: Jagten på den forsvundne lampe på MovieMeter (nederlandsk)
- Rip, Rap og Rup på eventyr: Jagten på den forsvundne lampe på AllMovie (engelsk)
- Rip, Rap og Rup på eventyr: Jagten på den forsvundne lampe hos American Film Institute (engelsk)
- Rip, Rap og Rup på eventyr: Jagten på den forsvundne lampe hos Behind The Voice Actors (engelsk)
- Rip, Rap og Rup på eventyr: Jagten på den forsvundne lampe hos British Film Institute (engelsk)